# 木割

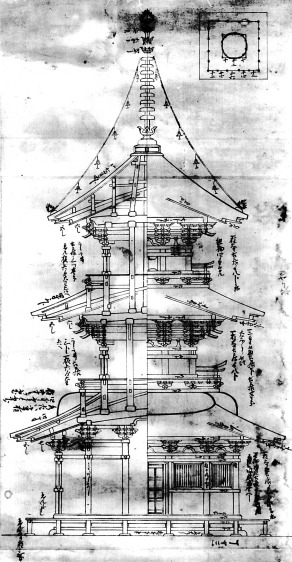
『匠道奥秘巻（江戸建仁寺流系本）』塔之巻・堂宮雛形

木割（きわり、「木割り」とも表記）とは、日本の伝統的な木造建築において、各部の部材の寸法を比例的に決めるシステムのことである。木砕（きくだき）ともいい、本来は建築に必要な部材の寸法を定め、製材することを言ったが、後に木造建築一般の体系を定めるものとなった。木割について記述した書籍を木割書（きわりしょ）と呼び、著名なものとして『匠明』などがある。

## 概要
中央の柱間の長さを基準とし、その10分の1ないし12分の1を柱の太さとする。各部材の大きさについては一般に柱径を基準として定められる。木割の比率については時代によりほぼ定まっており、年代判定の基準のひとつとして用いることができる。概して木材が豊富であった古代における木割は太く、貫をはじめとする構造材の導入により、木材を節約できるようになった後世の木割は細い。
木割の概念は古くから存在し、法隆寺金堂においても部材の太さに一定の規定を確認することができる。書かれたものとして確認できる最古級の木割としては、『愚子見記』に引かれた『三代巻』がもっとも古く、これは延徳元年（1489年）まで遡ることができる。また、室町時代から安土桃山時代にかけては「初期木割書」ともよばれる『孫七覚書』や『小林家木割書』といったものが現れる。中世にこうした木割書が現れた理由として、当時より工匠が世襲をともなうものとなり、当人の感覚によらない教科書が必要とされたことが挙げられる。
とはいえ『三代巻』の記述は比較的簡素なものであり、その他の初期木割書についても、大工が覚書的に記したようなものが大半であった。近世にはより詳細な木割書が現れるようになる。慶長13年（1608年）の著作である『匠明』はその代表的なものであり、これは江戸幕府大棟梁である平内家の秘伝書であった。平内家の出自にちなみ、『匠明』や、その祖本である『諸記集』といった木割書群を「四天王寺流系本」と総称する。これに対して同じく江戸幕府大棟梁の家系であった甲良家が表した木割書も存在し、これを総称して「江戸建仁寺流系本」と呼ぶ。また、甲良家のものとは別に、『清水家伝来目録』など、同じ建仁寺流系ながら加賀藩で成立・発展した木割書も存在し、これを「加賀建仁寺流系本」と呼ぶ。